# واشنطن (ولاية)
واشنطن (بالإنجليزية: Washington) هي ولاية في منطقة شمال غرب المحيط الهادئ من الولايات المتحدة وتقع شمال ولاية أوريغون، غرب آيداهو، وجنوب مقاطعة كولومبيا البريطانية الكندية وعلى ساحل المحيط الهادئ. سميت الولاية باسم جورج واشنطن، أول رئيس للبلاد، وأسست من الجزء الغربي من إقليم واشنطن الذي تخلت عنه بريطانيا في عام 1846 وفق معاهدة أوريغون في تسوية نزاع الحدود في إقليم أوريغون. تم إدخالها في الاتحاد في عام 1889 ليكون ترتيبها الثاني والأربعين. مدينة أولمبيا هي عاصمة الولاية. يشار إليها غالبا باسم «ولاية واشنطن» بالكامل لتمييزها عن واشنطن العاصمة التي غالبا ما يتم تقصيرها إلى واشنطن فقط.
ترتيب واشنطن هو الثامن عشر من حيث المساحة بواقع 71,362 ميلا مربعا (184,827 كم مربع)، والثالث عشر من حيث عدد السكان حيث يقطنها أكثر من 7 ملايين شخص. يعيش ما يقرب من 60 في المائة من سكان واشنطن في منطقة سياتل الحضرية وهي مركز النقل والأعمال والصناعة على طول منطقة بوجيت ساوند في بحر ساليش وهو مدخل تابع للمحيط الهادئ ويتكون من عديد الجزر والمضايق العميقة والخلجان التي حفرتها الأنهار الجليدية. وتتكون بقية الولاية من غابات مطيرة معتدلة في الغرب، وسلاسل جبلية في الغرب والوسط والشمال الشرقي والجنوب الشرقي، ومنطقة الحوض شبه القاحلة في الشرق والوسط والجنوب وتم استصلاحها زراعيا. واشنطن هي ثاني أكبر ولاية من حيث السكان على الساحل الغربي وفي غرب الولايات المتحدة بعد كاليفورنيا. أعلى نقطة في الولاية هي جبل رينييه، وهو بركان طبقي نشط، ويقرب ارتفاعه من 14,411 قدم (4,392 م).
واشنطن هي منتج رئيسي للخشب. سطحها الوعر غني بغابات تنوب دوغلاس، الشوكران، صنوبر البونديروسا، الصنوبر الأبيض، التنوب، الأرزة، والأرز. الولاية هي أكبر منتج للتفاح والقفزات والكمثرى والتوت الأحمر وزيت النعناع والكرز الحلو، وتحتل مرتبة عالية في إنتاج المشمش والهليون والبازلاء الصالحة للأكل والعنب والعدس وزيت النعناع والبطاطس. وتساهم الثروة الحيوانية ومنتجاتها بشكل هام في إجمالي إيرادات المزارع، كما يساهم الصيد التجاري للسلمون والهلبوت وأسماك القاع بشكل كبير في اقتصاد الولاية.
وتشمل الصناعات التحويلية في واشنطن الطائرات والصواريخ، وبناء السفن ومعدات النقل الأخرى، والخشب، وتصنيع الأغذية، والمعادن والمنتجات المعدنية، والمواد الكيميائية، والآلات. وتملك واشنطن أكثر من ألف سد، بما في ذلك سد كولي الكبير الذي بني لعديد الأغراض بما في ذلك الري والطاقة والسيطرة على الفيضانات وتخزين المياه.

## التسمية
يعود اسم الولاية تخليدا لذكرى الرئيس الأمريكي الراحل جورج واشنطن،

## السكان
حسب إحصائيات عام 2003 يبلغ عدد سكان واشنطن 5,9 مليون نسمة، وبذلك تحتل المرتبة الخامسة عشر من حيث عدد السكان وتبلغ نسبة الكثافة السكانية 34,2 في الكيلومتر المربع. ويشكل البيض من أصول أوروبية غالبية عظمى تبلغ 81,8 %، والأمريكيون الأفارقة 3,2 % والآسيويون 5,5 % والهنود الحمر 1,6 % والأمريكيون اللاتينيون 7,5 % والأجناس المختلطة 3,6%بالإضافة إلى 3,9% غير مذكورين في الإحصاء. تبلغ نسبة من يملكون مساكنهم 66% ونسبة الفقر 11,8%.

### الجاليات
تبلغ نسبة السكان العرب 0.25% من إجمالي السكان معظمهم من اللبنانيين حيث يبلغ عددهم حوالي 5,300 شخص بينما يوجد 1,250 مواطنا أمريكيا من أصل سوري و1,400 مواطن من أصل مصري. وتبلغ نسبة المسلمين حوالي1% وبذلك تحتل المرتبة ال21 بين الولايات الأمريكية وذلك طبقا لإحصائيات مجلس المنظمات الإسلامية في مدينة شيكاغو. ومن أشهر المساجد هناك مسجدا الفاروق وآل ياسين والمركز الإسلامي في مدينة سياتل ومسجد بلال في مدينة ريتشموند.

## المعالم
ومن أهم معالم الولاية جبال رينير أوليمبيك وسانت هيلينز ومنتزهات نورث كاسكيدز القومية وحصن فانكوفر التاريخي.
حديثا تحوي المركز العلمي للأبحاث في سياتل والإبرة الفضائية في مدينة سياتل ومتحف واشنطن الوطني ومتحف الزجاج في مدينة تاكوما وهو يعرض جميع الأعمال الفنية المصنوعة من الزجاج من جميع أنحاء العالم.
تشتهر واشنطن بكونها تحتوي على أربعة من أكبر خمس جسور عائمة في العالم.

## الرياضة
ومن أشهر الأندية الرياضية في ولاية واشنطن نادي «Seahawks» لكرة القدم الأمريكية في مدينة سياتل ونادي سياتل ساوندرز لكرة القدم في مدينة سياتل أيضاً كما يوجد نادي «Seattle Mariners» في نفس المدينة وهو من أشهر أندية رياضة البيسبول.

## التاريخ

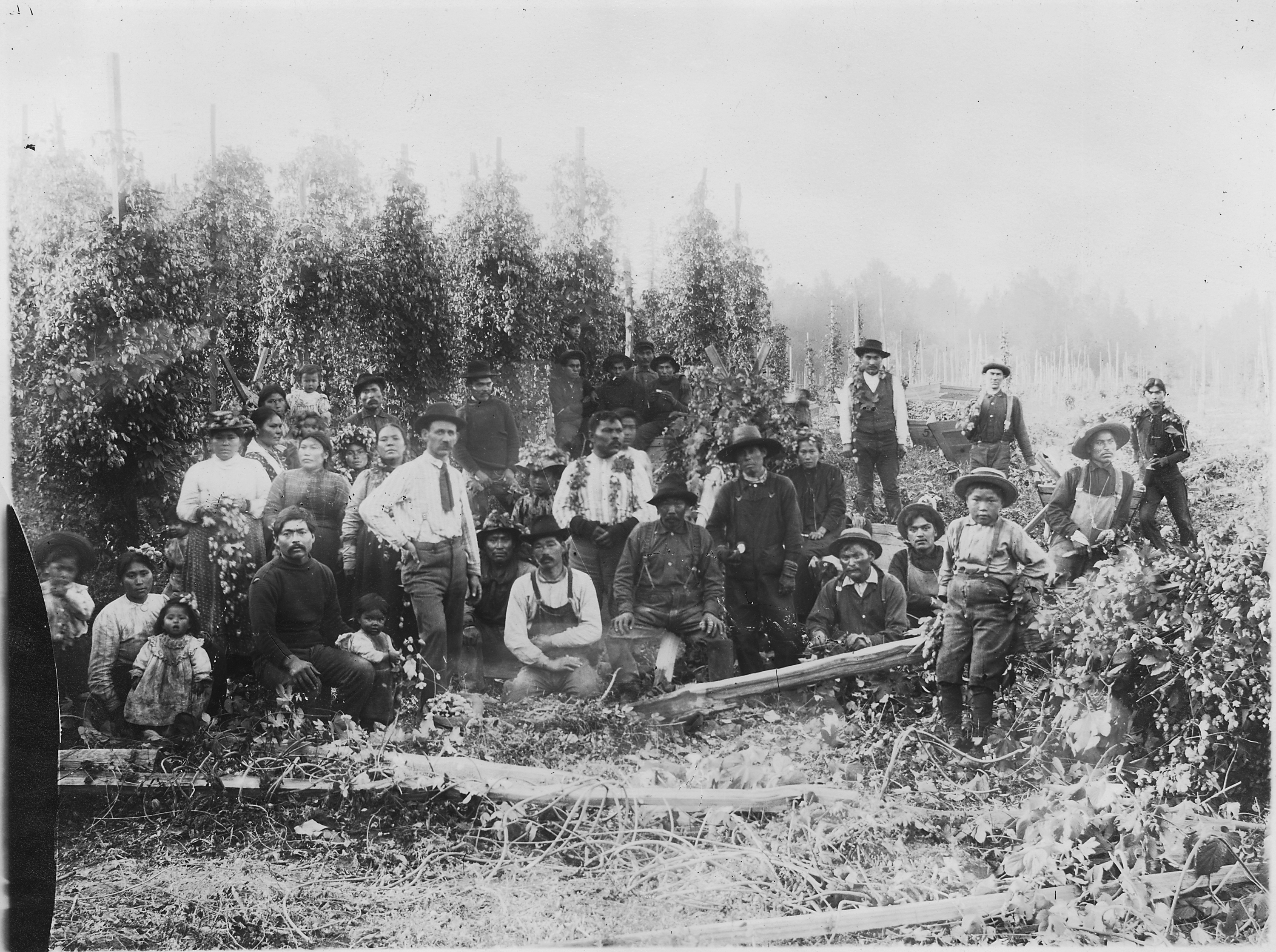
أمريكيون أصليون يعملون في حصاد جنجل لصناعة البيرة.

جاء العديد من المستكشفين الأوروبيين إلى ولاية واشنطن وعلى رأسهم الرحالة الإسباني برونو هيسيتا (بالإسبانية: Bruno Heceta) عام 1775، والبحار الأمريكي روبرت غراي سنة 1792 والقبطان الإنجليزي جورج فانكوفر، بينما قام الأمريكي لويس كلارك (بالإنجليزية: Lewis Clark) باستكشاف نهر كولومبيا والمنطقة الساحلية في الفترة من 1805 وحتى 1806 وذلك بناء على طلب الحكومة الأمريكية.
واشتعلت الخلافات بين المستوطنين الأمريكيين والبريطانيين بسبب النزاع حول ملكية بعض الأراضي في ولاية واشنطن مما هدد بنشوب حرب في فترة 1840 وجاءت اتفاقية أوريغون عام 1846 لتخمد نيران هذه الحرب، وانضمت ولاية واشنطن للاتحاد الأمريكي في 11 نوفمبر سنة 1889 لتصبح الولاية رقم 42.
واعتمدت واشنطن في الماضي على الزراعة وقطع الأخشاب وزراعة التفاح وخاصة في وادي ياكيما ثم تطورت صناعات أخرى مثل صيد الأسماك والتعدين، ومع قدوم القرن العشرين ذاعت شهرة واشنطن لارتباطها في أذهان الكثير من الأمريكيين بالشراسة والعنف كبقية الغرب الأمريكي القديم، وخاصة مدينة أبردين التي انتشرت فيها الرذيلة ونوادي القمار حتى أصبح العنف وإدمان المخدرات وصمة لأزمتها حتى أواخر الثمانينات من القرن العشرين.

## الجغرافيا

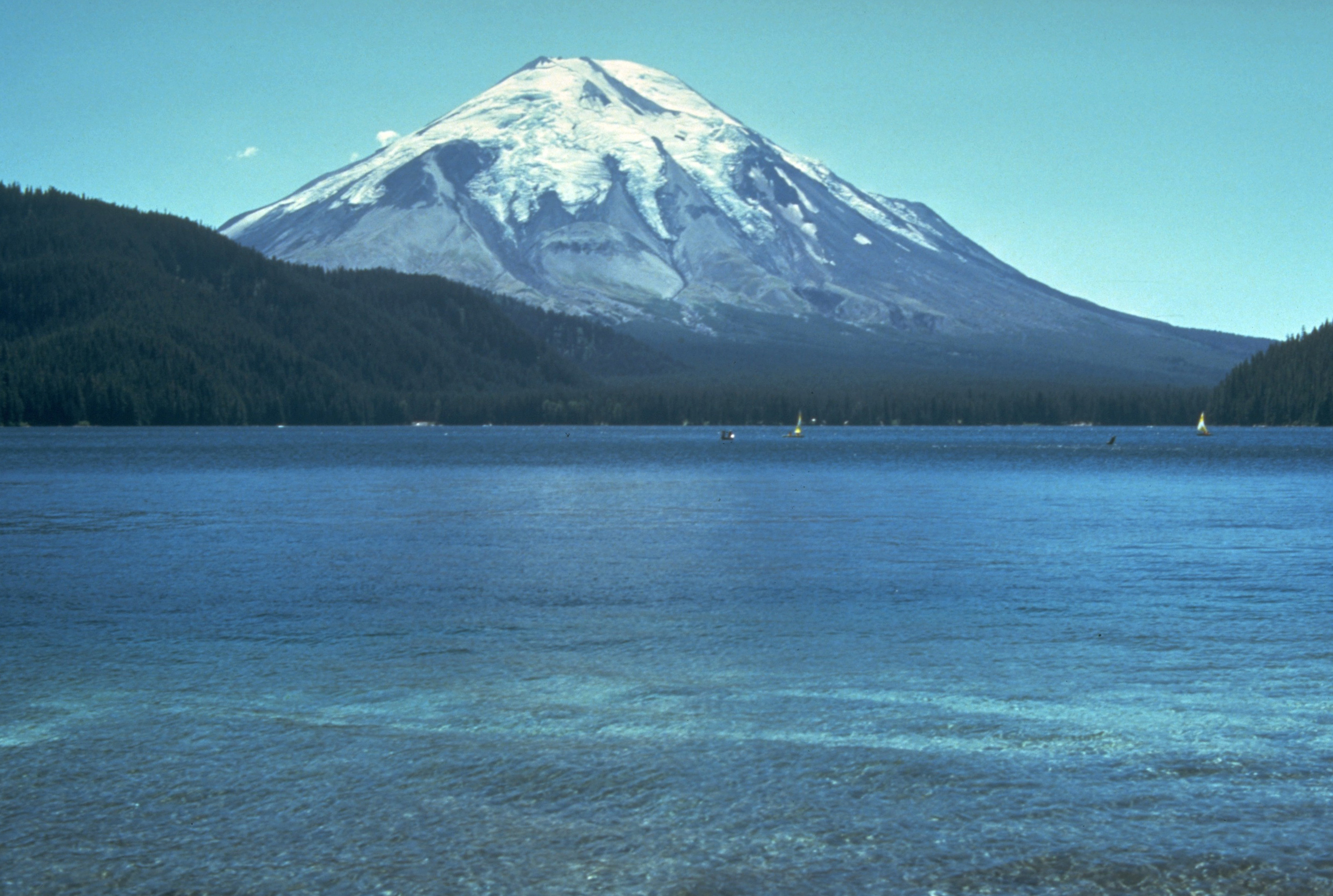
جبل سانت هيلينز قبل انفجاره في أشهر حوادث الولايات المتحدة البركانية.

يحد ولاية واشنطن شرقا ولاية أيداهو، وغربا المحيط الهادئ، وشمالا المقاطعة الكندية بريتيش كولومبيا، وجنوبا ولاية أوريغن. وتتكون الولاية من 39 مقاطعة، وتبلغ المساحة الكلية 172,349 كم2، وبذلك تحتل المرتبة الثامنة عشرة بين الولايات المتحدة الأمريكية من حيث المساحة.
تحتوي ولاية واشنطن على عدة انهار من أهمها نهر كولومبيا ونهر سنيك ونهر ياكيما كما تتميز بوجود عدة جبال منها جبل أدامز وجبل بيكر «Mt. Baker» وجبل رينية «Mt. Rainier» وهو من أعلى الجبال في الولاية. وتعتبر شبه جزيرة أوليمبي من أكثر مناطق سقوط الأمطار في العالم.
عاصمة الولاية هي أوليمبيا ويبلغ عدد سكانها 42512 نسمة، وتعد مدينة سياتل كبرى مدن الولاية ويبلغ عدد سكانها 589101 نسمة، ومن المدن الأخرى الكبيرة تاكوما وهي قريبة أيضا من المدينة الكندية فانكوفر.

### الاقتصاد

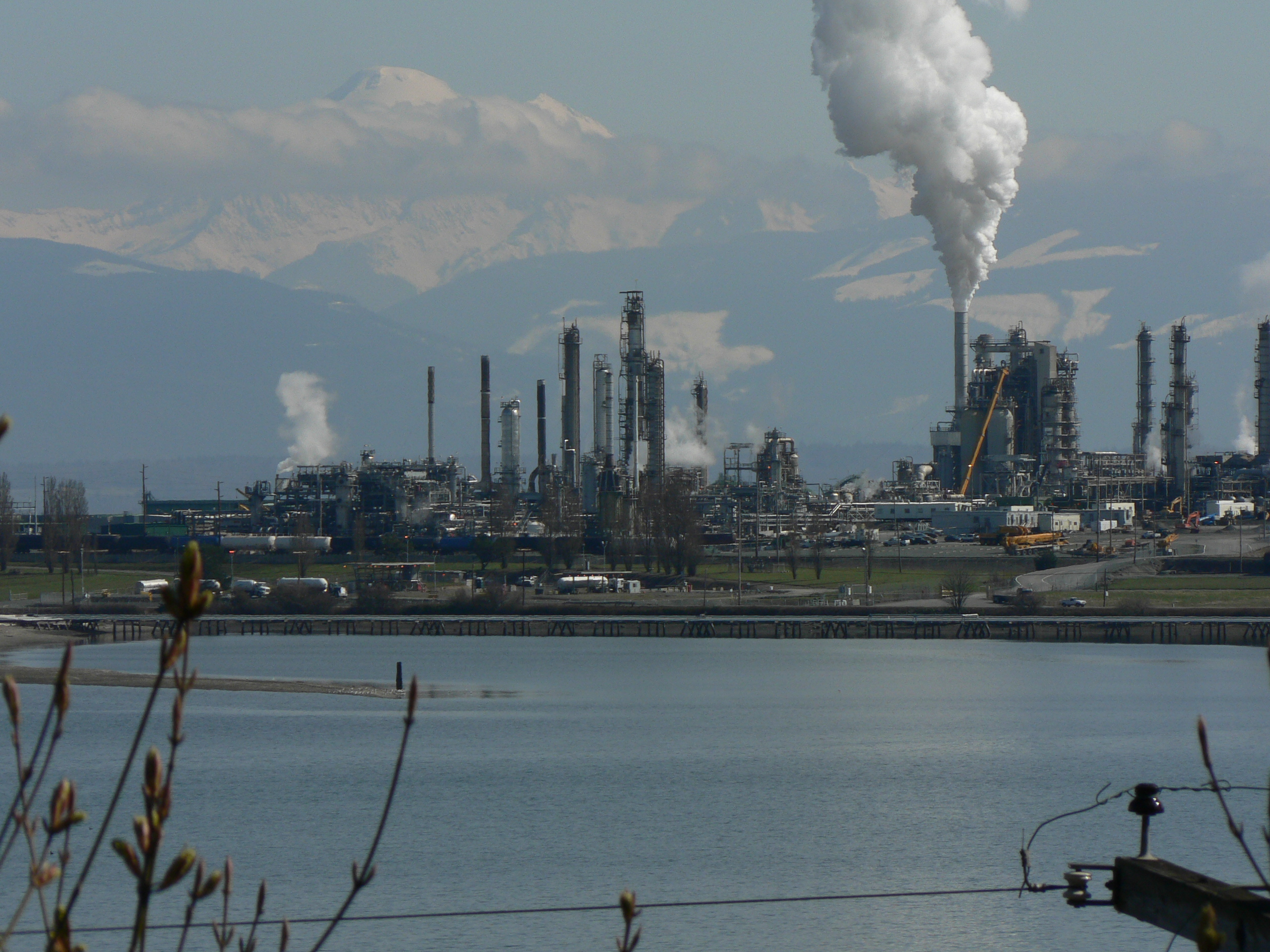
مصفاة في أناكورتس - إحدى المصافي الخمسة في الولاية

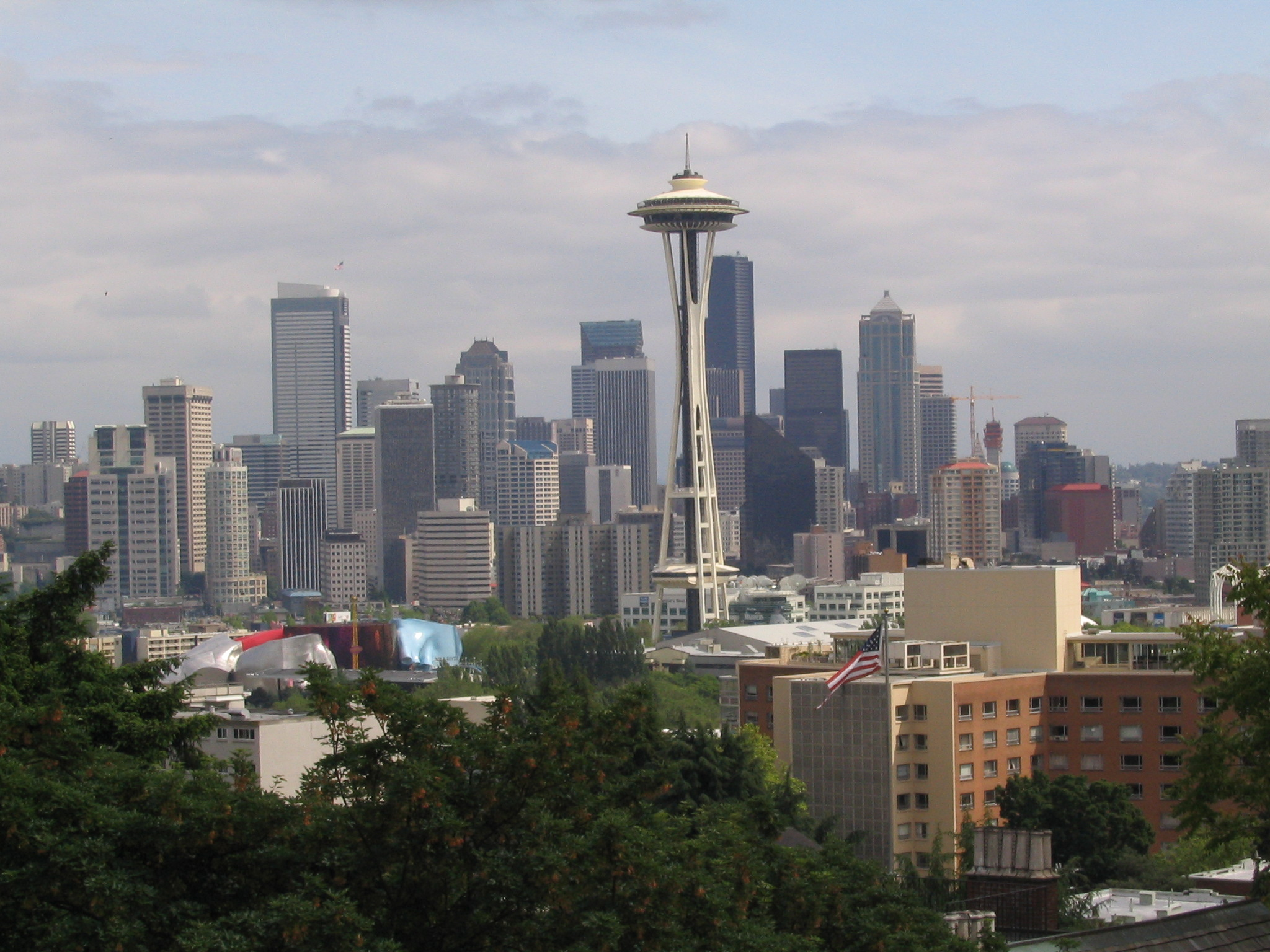
كبرى مدن الولاية سياتل.

بلغ إجمالي الناتج القومي لولاية واشنطن 244 مليار دولار عام 2003 وهي بذلك يحتل المرتبة الحدية عشر في حجم اقتصاد بين الولايات الأمريكية، وبلغ متوسط الدخل الفردي سنويا"35299 دولار، ووصلت نسبة البطالة 5,5%عام2004. بلغ إنتاج قطاع الصناعة 22 مليار دولار وقطاع الصحة 17 مليار دولار وقطاع الحكومة 36 مليار دولار. وتتمتع واشنطن باقتصاد جيد ومتنوع حيث تحتل المرتبة الأولى في زراعة الفراولة والتوت والمرتبة الثانية في إنتاج العنب وبلغ إجمالي المحاصيل الزراعية 3,2 مليار دولار عام 2003 ومن المنتجات الزراعية الرئيسية في الولاية الفاصوليا والعدس والذرة والكمثرى والكرز والتفاح.
أما أهم الصناعات الرئيسية فهي تصميم وتصنيع الطائرات (بوينغ 30كم شمال سياتل) وإنتاج برامج الكومبيوتر (مايكروسوفت وأمازون ونينتيندو) والصناعات الإلكترونية والكيمياء الحيوية (شركة كوريكسا Corixa في مدينة سياتل وشركة ZymoGenetics) كما تشتهر ولاية واشنطن بصناعة الألومونيوم.
وقد أوردت مجلة فورتيون خمسة شركات واقعة في مدينة سياتل من ضمن أكبر خمسمائة شركة في العالم لعام 2004 وهم شركة واشنطن ميوتشوال للخدمات المالية وشركة التأمين سافكو Safeco وأسواق نوردستروم Nordstrom وشركة أمازون للإنترنت Amazaon.com وسلسلة مقاهي ستاربكس.

## الجامعات
- جامعة واشنطن وتقع في مدينة سياتل وتأسست عام 1861 ويبلغ عدد طلابها نحو 39246 طالبا. وهي جامعة حكومية.
- جامعة ولاية واشنطن وهي جامعة حكومية تقع في مدينة بولمان وتأسست عام 1890 ويبلغ عدد طلابها نحو 23240 طالبا وهي جامعة حكومية.
- جامعة سياتل وهي جامعة خاصة تقع في قلب مدينة سياتل وتأسست عام 1893 وعدد طلابها 15200 طالبا.
- جامعة واشنطن الغربية جامعة حكومية تقع في مدينة بيلينجهام في غرب الولاية.
- جامعة واشنطن الشرقية جامعة حكومية تقع في مدينة شيني وتقع في شرق الولاية.

## البيئة
تُعتبر محمية هانفورد النووية في الوقت الحالي الموقع النووي الأكثر تلوثًا في الولايات المتحدة، إذ أصبحت هذه المنطقة محور أكبر عملية إصلاح بيئي في البلاد. تنتقل المواد المشعة وفقًا للتقارير من هانفورد إلى البيئة. يمثل حوض نهر دواميش في سياتل بدوره أحد المواقع الأخرى لعمليات التنظيف البيئي الكبرى في الدولة، إذ يُعد واحدًا من أكثر المسطحات المائية تلوثًا في الولايات المتحدة بسبب الصرف الصناعي.
في عام 2007، أصبحت واشنطن أول ولاية أمريكية عازمة على استهداف جميع أشكال مثبطات اللهب المبرمنة شديدة السمية والمعروفة باسم مركبات إيثرات ثنائي الفينيل متعدد البروم (بّي بي دي إي إس) بهدف الحد من وجودها في العديد من المنتجات المنزلية التي تستخدمها بشكل شائع. في عام 2004، أظهرت إحدى الدراسات، التي شملت 40 امرأة من الأمهات من أوريغون، وواشنطن، وكولومبيا البريطانية ومونتانا، وجود آثار مركبات إيثرات ثنائي الفينيل متعدد البروم في حليب الثدي لدى كل امرأة من الأمهات الخاضعات للدراسة.
وفقًا لثلاث دراسات حديثة بواسطة وزارة البيئة في ولاية واشنطن، ما تزال المواد الكيميائية السامة المحظورة منذ عقود موجودة في البيئة ومتركزة في السلسلة الغذائية. في إحدى هذه الدراسات، وجد علماء حكومة الولاية مستويات غير مقبولة من المواد السامة في 93 عينة من أسماك المياه العذبة العائدة إلى 45 موقع مختلف. شملت هذه المواد السامة ثنائي الفينيل متعدد الكلور، والديوكسينات، ونوعين من المبيدات المكلورة، ثنائي كلورو ثنائي فينيل ثلاثي كلورو الإيثيلين، والديلدرين ومركبات إيثرات ثنائي الفينيل متعدد البروم. كنتيجة لهذه الدراسة، تعمل الوزارة على التحقيق في مصادر ثنائي الفينيل متعدد الكلور في نهر ويناتشي، حيث أمكن العثور على مستويات غير صحية من ثنائي الفينيل متعدد الكلور لدى الأسماك البيضاء الجبلية. استنادًا إلى المعلومات المحصلة في عام 2007 بالإضافة إلى دراسة بيئية سابقة في عام 2004، تنصح وزارة الصحة في ولاية واشنطن العامة بتجنب تناول الأسماك البيضاء الجبلية التي تنتشر في المنطقة الممتدة من نهر ويناتشي في ليفنورث حتى مكان انضمام النهر إلى كولومبيا، نظرًا إلى المستويات غير الصحية من ثنائي الفينيل متعدد الكلور. أظهرت نتائج الدراسة أيضًا وجود مستويات عالية من الملوثات في نسج الأسماك التي جمعها العلماء من بحيرة واشنطن ونهر سبوكان، حيث أصبحت تحذيرات استهلاك الأسماك سارية بالفعل. في 27 مارس 2006، وقّعت حاكمة الولاية كريستين غريغوري على مشروع قانون مجلس النواب الموافق عليه رقم 2322. يهدف مشروع القانون إلى إنقاص محتوى الفسفور المستخدم في منظفات غسل الأطباق إلى نسبة 0.5% على مستوى الولاية خلال السنوات الست القادمة. على الرغم من أن هذا القرار غير ساري على مستوى الولاية حتى عام 2010، كان الحظر ساري المفعول في مقاطعة واتكوم، ومقاطعة سبوكان ومقاطعة كلارك بدءًا من عام 2008. ربط اكتشاف حديث بين ارتفاع محتوى الفسفور في الماء وتزايد أعداد الطحالب. قد يؤدي غزو الطحالب للمسطحات المائية بأعداد كبيرة إلى العديد من المشاكل البيئية والتكنولوجية المختلفة.

## التعليم

### التعليم في المرحلتين الابتدائية والثانوية
اعتبارًا من العام الدراسي 2020-2021، وصل عدد الطلاب الملتحقين بالمدارس الابتدائية والثانوية في واشنطن إلى 1,094,330 طالب وطالبة، مع توظيف 67,841 من المعلمين لتدريسهم. حتى أغسطس 2009، شملت الولاية 295 منطقة تعليمية، مع تسع مناطق خدمات تعليمية لخدمتها. تعمل الجمعية التعاونية لمعالجة معلومات مدارس واشنطن (وكالة حكومية غير ربحية مدرجة طوعًا) على توفير أنظمة إدارة المعلومات للموارد المالية، والموارد البشرية وبيانات الطلاب. تخضع المدارس الابتدائية والثانوية لسلطة مكتب رقابة التعليم العام في ولاية واشنطن (أو إس بّي آي).
يمكن لطلاب الثانوية المستجدين والقدامى في واشنطن استخدام برنامج راننغ ستارت التابع للولاية. بعد إقراره بواسطة كونغرس ولاية واشنطن في عام 1990، مكّن البرنامج الطلاب من الالتحاق بمؤسسات التعليم العالي على النفقة العامة، مع الحصول في نفس الوقت على رصيد المدرسة الثانوية والكلية. تمتلك الولاية 141 مدرسة من المدارس التي توفر برامج الازدواجية اللغوية مع 14 لغة مختلفة، وبشكل أساسي الإسبانية، بدءًا من رياض الأطفال.
تحتوي الولاية أيضًا على العديد من المدارس الثانوية العامة ذات التوجه الفني بما في ذلك مدرسة تاكوما للفنون، ومدرسة فانكوفر للفنون والأكاديمية ومدرسة ذا سنتر. توجد أيضًا أربع مدارس ثانوية مرتكزة على العلوم والرياضيات: مدرسة ديلتا في تري سيتيز، ومدرسة سامي في تاكوما، وثانوية رايسبيك لعلوم الطيران في سياتل وثانوية ستيم تيسلا في ريدموند.

### التعليم العالي
يوجد أكثر من 40 مؤسسة من مؤسسات التعليم العالي في واشنطن. تتميز الولاية باحتوائها على مجموعة من الجامعات البحثية الكبرى، والمدارس التقنية، والمدارس الدينية والكليات المهنية الخاصة. تشمل كليات وجامعات الولاية كلًا من جامعة واشنطن، وجامعة سياتل، وجامعة ولاية واشنطن، وجامعة واشنطن الغربية، وجامعة واشنطن الشرقية، وجامعة واشنطن الوسطى، وجامعة سياتل باسيفيك، وجامعة سانت مارتن، وجامعة باسيفيك لوثران، وجامعة قونزاقا، وجامعة بيوجت ساوند، وكلية إيفرجرين ستيت، وكلية ويتمان وجامعة والا والا.